# Campeonato Paraense de Futebol de 2013
O Campeonato Paraense de Futebol de 2013 foi a 101ª edição da principal divisão de futebol do Pará. O campeonato se divide em duas fases, a preliminar que vai de 10 de novembro ao dia 8 de dezembro de 2012, e a principal que se inicia em 12 de janeiro e vai até o dia 12 de maio de 2013.
Os três primeiros colocados ganham vaga na Copa do Brasil de 2014, e o melhor colocado ganha vaga na Série D de 2013, exceto Paysandu e Águia de Marabá que estão garantidos nas Séries B e C, respectivamente.

## Regulamento

### Primeira fase
As seis equipes disputam 2 vagas para a fase principal. As equipes jogam entre si em turno único. Abaeté e Bragantino-PA já estão rebaixados por desistirem da disputa.

### Segunda fase
Na segunda fase, as 2 equipes qualificadas juntam-se a Águia, Cametá, Paysandu, Remo, São Francisco e Tuna Luso. As equipes jogam entre si em ida (Taça Cidade de Belém) e volta (Taça Estado do Pará). Os 4 mais bem colocados em cada turno avançam para as semifinais.

### Final
Os dois campeões de cada turno se enfrentam disputando o título em duas partidas. Se o campeão do primeiro turno ganhar o segundo turno, o mesmo será declarado campeão automaticamente. Os campeões dos dois turnos, além do terceiro colocado geral terão o direito de disputar a Copa do Brasil de 2014. O melhor colocado entre os oito times ganha direito a disputar a Série D, exceto Águia de Marabá, que está na Série C e Paysandu, que está na Série B.

### Critérios de desempate
1. Número de vitórias
2. Saldo de gols
3. Gols marcados
4. Confronto direto
5. Sorteio

## Primeira Fase (Taça ACLEP)

### Participantes
| Equipe                 | Cidade      | Em 2012              | Estádio            | Capacidade | Títulos (mais recente) | Part. |
| ---------------------- | ----------- | -------------------- | ------------------ | ---------- | ---------------------- | ----- |
| Castanhal              | Castanhal   | 3º (Primeira Fase)   | Modelão            | 5.000      | 2 (2009)               | 10    |
| Independente-PA        | Tucuruí     | 8º (Fase Principal)  | Navegantão         | 8.000      | 0 (não possui)         | 3     |
| Paragominas            | Paragominas | 1º (Segunda Divisão) | Arena Verde        | 10.000     | 0 (não possui)         | 1     |
| Parauapebas            | Parauapebas | 5º (Primeira Fase)   | Rosenão            | 5.000      | 0 (não possui)         | 3     |
| São Raimundo           | Santarém    | 7º (Fase Principal)  | Colosso do Tapajós | 16.000     | 1 (2005)               | 8     |
| Santa Cruz de Cuiarana | Salinópolis | 2º (Segunda Divisão) | Coutão             | 6.000      | 0 (não possui)         | 1     |

#### Equipes desistentes
| Equipe     | Cidade     | Em 2012            | Estádio          | Capacidade | Títulos (mais recente) | Part. |
| ---------- | ---------- | ------------------ | ---------------- | ---------- | ---------------------- | ----- |
| Abaeté     | Abaetetuba | 6º (Primeira Fase) | Humberto Parente | 3.100      | 0 (não possui)         | 4     |
| Bragantino | Bragança   | 4º (Primeira Fase) | Diogão           | 6.000      | 1 (2007)               | 11    |

- Abaeté e Bragantino-PA foram punidos com o rebaixamento para a segunda divisão por terem desistido de participar do torneio.